# Technomyrmex schoedli
Technomyrmex schoedli es una especie de hormiga del género Technomyrmex, subfamilia Dolichoderinae. Fue descrita científicamente por Bolton en 2007.
Se distribuye por Congo y Gabón. Se ha encontrado a elevaciones de hasta 660 metros. Vive en microhábitats como la hojarasca, madera podrida y la vegetación baja.